# Faro Monumental de La Serena
El Faro Monumental de La Serena es un faro chileno ubicado en la Avenida del Mar de la ciudad de La Serena. La estructura se caracteriza por ser el símbolo de reconocimiento público de la ciudad, siendo uno de los lugares turísticos más representativos y concurridos de la zona.
Este monumento fue construido entre los años 1950 y 1951, por petición del entonces presidente Gabriel González Videla, quien fue el impulsor del plan Serena. El 9 de junio de 2010 el Faro Monumental de La Serena fue declarado Monumento Nacional por su valor arquitectónico y estilo neocolonial.

## Construcción
Fue construido entre 1950 y 1951 a petición del presidente Gabriel González Videla dentro del denominado Plan Serena. La obra fue diseñada por Ramiro Pérez Arce y dirigida por el ingeniero civil Jorge Cisternas Larenas. En abril de 1953 fue entregada oficialmente a las autoridades, encabezadas por el alcalde Ernesto Aguirre Valín, el intendente provincial Roberto Flores Álvarez y el expresidente Gabriel González Videla. El 24 de octubre de 1953 esta estructura fue inaugurada por el alcalde Juan Cortés Alcayaga de la Ilustre Municipalidad de la Serena, posteriormente se eliminó su sistema de iluminación, quedando en cartas y publicaciones como punto notable que sirve para tomar referencia.
El 7 de noviembre de 1985 el entonces Comandante en Jefe de la Armada, José Toribio Merino, hizo entrega del faro como recurso turístico para la ciudad al entonces alcalde Eugenio Munizaga Rodríguez. El 12 de mayo de 1986, el gobernador Marítimo de Coquimbo hizo entrega oficial del Faro Monumental La Serena a la Ilustre Municipalidad de La Serena, con el objeto de ofrecer con ella un atractivo turístico, haciéndose cargo de su mantenimiento.

## Problemas turísticos
En la actualidad es un importante centro turístico siendo visitado por más de 100 000 personas al año, sin embargo no está dotado de servicios e infraestructura básica para el visitante. La construcción además en los últimos años ha sido afectada frecuentemente por los rayados debido a la falta de vigilancia y posiblemente por encontrarse unos metros hacia el norte un área no integrada a la trama urbana del entorno, producto de esta "privacidad" o aislamiento este sector es utilizado ocasionalmente de manera ilegal para acampar o hacer fiestas, con la consecuente suciedad que dejan estas actividades. Por esta razón, el Gobierno Regional, a través de la Dirección de Arquitectura del MOP encargó el estudio de diagnóstico y restauración. Esta asesoría profesional fue adjudicada a los arquitectos Juan Pablo Araya y Leonel Sandoval, quienes junto a un equipo de 18 especialistas comenzaron el estudio en septiembre de 2009 finalizando en febrero de 2010. La primera etapa del estudio concluyó que la torre no tiene daños estructurales, no existe riesgo de colapso y tampoco daños que hagan inviable su restauración.

## Arquitectura
El monumento logra fusionar y recrear las características icónicas de un faro y un fuerte español colonial estructurado en tres niveles, en el primero se observan tres grandes escalinatas de acceso, cuatro salientes almenadas en cada esquina a modo de baluartes y un gran cañón dirigido hacia el océano Pacífico , sumado a ellos un recinto cerrado que tenía como función original el de ser un museo de armas. En el segundo nivel sobre este recinto se ubica un sector abierto y abalconado , enmarcado por garitas de vigilancia en cada esquina, el tercer nivel es propiamente el del faro al cual se llega a su balcón superior rematado con matacanes y su linterna a través de una escalinata metálica.